# لاريتشة
لاريتشة هي قرية في مقاطعة دهقان، إيران. يقدر عدد سكانها بـ 134 نسمة بحسب إحصاء 2016.